# Weerwort
De weerwort (Engels: Ansible) is een fictief sneller dan licht communicatieapparaat uit de sciencefictionliteratuur.

## Oorsprong
De weerwort werd bedacht door de Amerikaanse schrijfster Ursula K. Le Guin in haar sciencefictionroman Rocannon (Engels: Rocannon's World) uit 1966. De schrijfster heeft verklaard dat ze Ansible heeft herleid uit het woord "answerable", omdat het apparaat de gebruiker in staat stelt in een redelijk korte tijd antwoord te krijgen op een bericht, zelfs over interstellaire afstanden. In het boek De ontheemde (The Dispossessed) schrijft Le Guin over de uitvinding van de weerwort en de gevolgen ervan voor de Oecemene, het ruimterijk uit haar boeken.
De naam werd daarna door diverse andere sciencefictionschrijvers gebruikt, waarvan Orson Scott Card de bekendste is.

## Voorlopers
Om het het communicatieprobleem voor sneller dan licht-reizen te omzeilen, werd al vroeg in de sciencefictiongeschiedenis communicatieapparatuur bedacht. Isaac Asimov gebruikte het zogenaamde hyper-wave relay en in Star Trek werd de subspace radio gebruikt.

## De weerwort
In haar boek Het woord voor wereld is woud (The Word for World is Forest) schrijft Le Guin dat de weerwort alleen functioneert wanneer een van de twee weerworts zich op een "lichaam met grote massa" bevindt; voor de andere weerwort gelden geen beperkingen. De weerwort werkt op een gelijktijdigheidsprincipe, waarvoor geen (radio-) straling en/of energie benodigd is. De werking van de weerwort heeft veel overeenkomsten met de werking van zwaartekracht. De weerworts in Le Guin's verhalen hebben een zeer beperkte bandbreedte, waardoor een bericht maximaal enkele honderden karakters kan bevatten.

## Realiteit
Op dit moment is er zelfs geen theoretische manier om een weerwort te bouwen, maar de huidige kennis van de natuurkunde sluit de mogelijkheid van zo'n apparaat ook niet helemaal uit. Volgens de speciale relativiteitstheorie zou zo'n apparaat dan berichten van de toekomst naar het verleden sturen, wat voor problemen kan zorgen in de wet van oorzaak en gevolg. Daarom meent men dat het principe van de weerwort uiteindelijk onmogelijk zal blijken.

## Trivia
- Ansible is ook de naam van een sciencefiction fanzine, uitgegeven door David Langford, die zijn blad naar Le Guin's Ansible noemde.